# Obernberg am Brenner

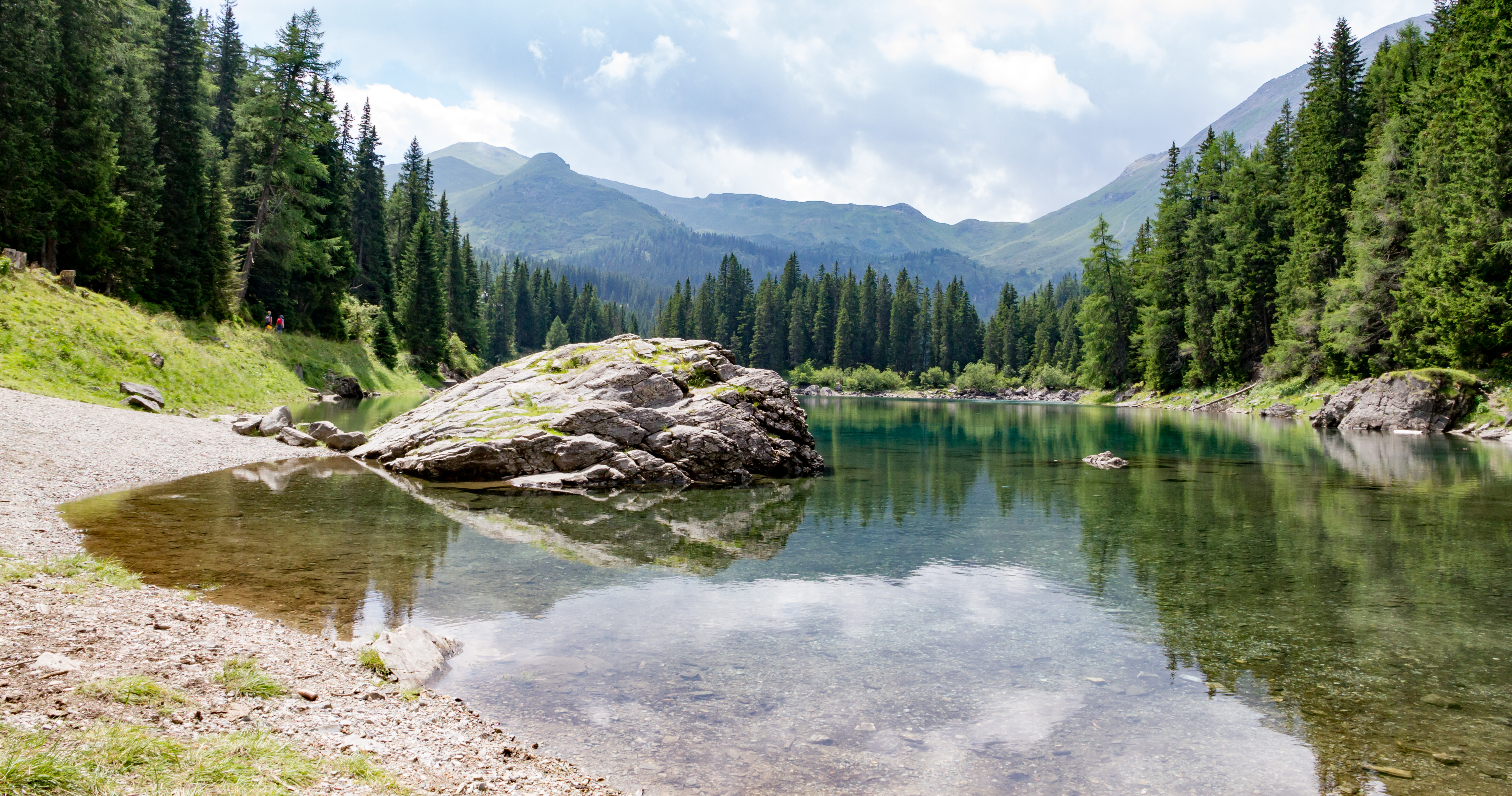
Lago Obernberger, monumento natural del Tirol

Obernberg am Brenner es una localidad del distrito de Innsbruck, en el estado de Tirol, Austria. Tiene una población estimada, a principios del año 2022, de 378 habitantes.
Está ubicada en el centro del estado, cerca de la ciudad de Innsbruck —la capital del estado—, del río Eno —un afluente derecho del Danubio— y de la frontera con Alemania, al norte, y con Italia, al sur.